# Mervyn Stegers
Mervyn Keith Maria Stegers (Fareham, 4 mei 1951) is een Nederlandse politicus van het CDA. 
Hij heeft zowel de Nederlandse als de Britse nationaliteit. Zijn vader was Nederlander, zijn moeder was Britse. De eerste jaren van zijn leven woonde hij in Engeland. Later vertrok het gezin naar Den Helder, waar hij verder opgroeide. 
Hij was leraar aan de meao in Den Helder en van 1988 tot 1996 was hij werkzaam als advocaat. Vervolgens werd hij wethouder Financiën en Economische Zaken en locoburgemeester van de gemeente Den Helder. Vanaf 2001 was hij burgemeester van de gemeente Tubbergen. Daarnaast werd hij in juni 2005 voorzitter van het Nationaal Platform Zwembaden | NRZ. 
Vanwege pensionering is hem per 1 januari 2017 ontslag verleend waarop Wilmien Haverkamp-Wenker hem opvolgde als burgemeester van Tubbergen.
Op 7 februari 2018 werd hij benoemd tot plaatsvervangend regeringscommissaris, als vervanger van Mike Franco. Beiden hebben het doel om de orde op Sint Eustatius te herstellen, nadat beide Kamers der Staten Generaal daar het eilandsbestuur en de eilandsraad uit hun functie hadden gezet. Dit gebeurde op grond van een onderzoek dat stelt dat het eilandbestuur ondemocratisch handelt en de Nederlandse wetten terzijde schuift. Op 15 februari 2020 werden Franco en Stegers opgevolgd door Marnix van Rij en Alida Francis.
Mervyn Stegers is getrouwd en heeft een dochter en twee zoons.